# Sphoeroforma
Genre
Sphoeroforma est un genre d'opilions laniatores de la famille des Zalmoxidae.

## Distribution
Les espèces de ce genre sont endémiques du Venezuela.

## Liste des espèces
Selon World Catalogue of Opiliones (21/10/2021) :
- Sphoeroforma familiaris González-Sponga, 1987
- Sphoeroforma fernandezi González-Sponga, 1987
- Sphoeroforma minima González-Sponga, 1987
- Sphoeroforma pusilla González-Sponga, 1987

## Publication originale
- González-Sponga, 1987 : « Aracnidos de Venezuela. Opiliones Laniatores I. Familias Phalangodidae y Agoristenidae. » Boletin de la Academia de Ciencias Fisicas, Matematicas y Naturales, vol. 23, p. 1–562.